# Làng Mô
Làng Mô là một xã thuộc huyện Sìn Hồ, tỉnh Lai Châu, Việt Nam.
Xã Làng Mô có diện tích 123,35 km², dân số năm 1999 là 2591 người, mật độ dân số đạt 21 người/km².